# جان موریس (زمین‌شناس)
 جان موریس (انگلیسی: John Morris؛ ۱۹ فوریه ۱۸۱۰ – ۷ ژانویه ۱۸۸۶) یک دیرین‌شناس بود.